# Guiyayi
Guiyayi (auch: Guiayi, Gui Yayi) ist ein Dorf im Arrondissement Zinder IV der Stadt Zinder in Niger.

## Geographie
Das von einem traditionellen Ortsvorsteher (chef traditionnel) geleitete Dorf befindet sich nordwestlich des Stadtzentrums im ländlichen Gemeindegebiet von Zinder, der Hauptstadt der gleichnamigen Region Zinder. Die Nachbarsiedlungen von Guiyayi sind die Weiler Garin Aréwa Kaouboul und Itchan Goro im Norden, das Dorf Keltafideck im Osten, der Weiler Kirya Guiyayi im Südosten sowie der Weiler Angoual Bayi im Westen.
Wie im gesamten Gemeindegebiet von Zinder herrscht das Klima der Sahelzone vor, mit einer durchschnittlichen jährlichen Niederschlagsmenge zwischen 300 und 400 mm.

## Bevölkerung
Bei der Volkszählung 2012 hatte Guiyayi 219 Einwohner, die in 44 Haushalten lebten. Bei der Volkszählung 2001 betrug die Einwohnerzahl 551 in 94 Haushalten und bei der Volkszählung 1988 belief sich die Einwohnerzahl auf 472 in 89 Haushalten.

## Wirtschaft und Infrastruktur
Es gibt eine Schule im Dorf.